# Потенціал течії
Потенціал течії або потенціал протікання (рос. потенциал течения, англ. streaming potential, [streaming potential difference]) — мембранна різниця потенціалів при нульовому струмі, викликана вимушеним протіканням рідини під дією градієнта тиску через мембрану, порувату перегородку, капіляр (використовуються ідентичні електроди з обох сторін перегородки). Вона позитивна, якщо вищий потенціал зі сторони високого тиску.